# Boadicea Paterae
Boadicea Paterae zijn caldeira's op de planeet Venus. De Boadicea Paterae werden in 1991 genoemd naar Boadicea, een Keltische koningin.
De caldeira's hebben een diameter van 220 kilometer en bevinden zich in het quadrangle Meskhent Tessera (V-3).